# Nacieki cementacyjne
Nacieki cementacyjne – rodzaj nacieku jaskiniowego. Powstają w namulisku, na które ze stropu lub ścian jaskini skapuje woda nasycona węglanem wapnia. Wokół jakiegoś ośrodka krystalizacji w namulisku zaczyna wykrystalizowywać kalcyt (odmiana węglanu wapnia) zlepiając z sobą materiał namuliska. W rezultacie blisko powierzchni namuliska powstaje twór naciekowy o kształcie spłaszczonej kuli. Sąsiednie wytwory naciekowe mogą się sobą łączyć tworząc w namulisku skorupę naciekową. Dzięki krystalizacji następuje tzw. cementacja – przemiana luźnego osadu w zwięzła skałę.
W zależności od składników namuliska nacieki cementacyjne dzieli się na:
- nacieki mułowe – zbudowane z mułu lub iłu spojonego kalcytem,
- nacieki piaszczyste – zbudowane z piasku spojonego kalcytem[1].

W namulisku jaskini mogą też powstawać podobne formy zwane błotnymi zamkami. Nie są to jednak nacieki, ich pochodzenie jest inne.